# Przejście graniczne Hoptiwka-Niechotiejewka
Przejście graniczne Hoptiwka-Niechotiejewka – drogowe przejście graniczne pomiędzy Ukrainą a Federacją Rosyjską.
Przejście graniczne znajduje się na międzynarodowej trasie E105 (ukraińska M20 oraz rosyjska M2), na odcinku Biełgorod-Charków. Jest to duże przejście drogowe (10 pasów ruchu w każdą stronę). Przy przejściu znajduje się sklep wolnocłowy.